# Catedral 10 Anos - Ao Vivo
Catedral 10 Anos - Ao Vivo é o segundo álbum ao vivo da banda Catedral, lançado pela gravadora MK Music em 1997.
Neste trabalho comemorativo, a banda reuniu canções de seus 7 trabalhos mais 4 faixas inéditas em um álbum ao vivo duplo (sendo um cd acústico e outro elétrico). Segundo informações da própria banda, este CD vendeu mais de 100.000 cópias. O trabalho contou com a participação do saxofonista Samuel Lima e do violonista Marcelo Macarrão. O álbum se encontra fora de catálogo desde 2001, no entanto, se encontra acessível no formato digital disponibilizado oficialmente pela MK Music em diversas plataformas como Youtube, Deezer e Spotify.

## Faixas Versão CD

### Disco 1 (Acústico)
1. Você
2. Todos os Dias
3. O Silêncio
4. Perto de Mim
5. Amor Verdadeiro
6. O Sermão do Monte
7. Simplesmente
8. Catedral Song
9. Fonte
10. Criação
11. Um Novo Tempo
12. É tão Normal ser Feliz
13. Pedro Zé um Nordestino

### Disco 2 (Elétrico)
1. Contra todo Mal
2. Carpe Diem
3. Quando o Verão Chegar
4. Nas Ruínas algo está de Pé
5. Pelas Ruas da Cidade
6. No meu País
7. Terceiro Mundo
8. Resplandece
9. Resplandece (instrumental)
10. Faixa Multimídia Interativa

## Faixas Versão VHS
1. Você
2. O Silêncio
3. Perto de Mim
4. Amor Verdadeiro
5. O Sermão do Monte
6. Simplesmente
7. Catedral Song
8. Fonte
9. Um Novo Tempo
10. É tão Normal ser Feliz
11. Pedro Zé um Nordestino
12. Contra Todo Mal
13. Carpe Diem
14. Quando o Verão Chegar
15. Pelas Ruas da Cidade

## Ficha técnica
- Kim: Vocais
- Júlio Cesar: Baixo
- José Cezar Motta: Violões e Guitarra base e solo
- Guilherme Morgado: Bateria
- Marcelo Santos (Macarrão) Violão
- Samuel Lima: Saxofone